# Entephria mallászi
Entephria mallászi là một loài bướm đêm trong họ Geometridae.